# Campionat Mundial de Ral·lis-3
El Campionat Mundial de Ral·lis 3 (en anglès: World Rally Championship-3, abreujat WRC3) és un campionat complementari del Mundial de Ral·lis, juntament amb el Campionat Mundial de Ral·lis júnior i el WRC 2. Està organitzat per la Federació Internacional d'Automobilisme.
Va néixer l'any 1987 sota la denominació de Copa Mundial de Producció i estava limitat a vehicles de la categoria grup N. L'any 2002 canvia la seva denominació a Campionat Mundial de Ral·lis de Producció (abreviat: PWRC acrònim del anglès Production World Rally Championship) i des de 2013 la seva denominació és WRC 3 (abreviació de World Rally Championship 3).
El pilot amb un nombre més gran de títols és l'uruguaià Gustavo Trelles amb quatre títols, seguit amb dos títols per Alain Oreille, Gregoire de Mevius, Toshihiro Arai i Armindo Araujo.

## Campions
A 21 de novembre de 2023
| Any                                  | Campió               | Cotxe                                             |
| WRC-3                                | WRC-3                | WRC-3                                             |
| ------------------------------------ | -------------------- | ------------------------------------------------- |
| 2023                                 | Roope Korhonen       | Ford Fiesta Rally3                                |
| 2022                                 | Lauri Joona          | Ford Fiesta Rally3                                |
| 2021                                 | Yohan Rossel         | Citroën C3 Rally2                                 |
| 2020                                 | Jari Huttunen        | Hyundai i20 R5                                    |
| 2019                                 | No es va disputar    | No es va disputar                                 |
| 2018                                 | Enrico Brazzoli      | Peugeot 208 R2                                    |
| 2017                                 | Nil Solans           | Ford Fiesta R2T                                   |
| 2016                                 | Simone Tempestini    | Citroën DS3 R3T                                   |
| 2015                                 | Quentin Gilbert      | Citroën DS3 R3T                                   |
| 2014                                 | Stéphane Lefebvre    | Citroën DS3 R3T                                   |
| 2013                                 | Sébastien Chardonnet | Citroën DS3 R3T                                   |
| PWRC                                 |                      |                                                   |
| 2012                                 | Benito Guerra        | Mitsubishi Lancer Evolution X                     |
| 2011                                 | Hayden Paddon        | Subaru Impreza WRX STI                            |
| 2010                                 | Armindo Araújo       | Mitsubishi Lancer Evolution X                     |
| 2009                                 | Armindo Araújo       | Mitsubishi Lancer Evolution IX                    |
| 2008                                 | Andreas Aigner       | Mitsubishi Lancer Evolution IX                    |
| 2007                                 | Toshi Arai           | Subaru Impreza WRX STI                            |
| 2006                                 | Nasser Al-Attiyah    | Subaru Impreza WRX STI                            |
| 2005                                 | Toshi Arai           | Subaru Impreza WRX STI                            |
| 2004                                 | Niall McShea         | Subaru Impreza WRX STI                            |
| 2003                                 | Martin Rowe          | Subaru Impreza WRX STI                            |
| 2002                                 | Karamjit Singh       | Proton Pert                                       |
| FIA Cup for Production Rally Drivers |                      |                                                   |
| 2001                                 | Gabriel Pozzo        | Mitsubishi Lancer Evolution 6                     |
| 2000                                 | Manfred Stohl        | Mitsubishi Lancer Evolution 6                     |
| 1999                                 | Gustavo Trelles      | Mitsubishi Lancer Evo 6 / Mitsubishi Lancer Evo 5 |
| 1998                                 | Gustavo Trelles      | Mitsubishi Lancer Evo 4 / Mitsubishi Lancer Evo 5 |
| 1997                                 | Gustavo Trelles      | Mitsubishi Lancer Evo 3                           |
| 1996                                 | Gustavo Trelles      | Mitsubishi Lancer Evo 3                           |
| 1995                                 | Rui Madeira          | Mitsubishi Lancer Evo 2                           |
| 1994                                 | Jesús Puras          | Ford Escort RS Cosworth                           |
| 1993                                 | Alex Fassina         | Mazda 323 GTR                                     |
| 1992                                 | Grégoire De Mévius   | Nissan Sunny GTI-R                                |
| 1991                                 | Grégoire De Mévius   | Mazda 323 GTX                                     |
| 1990                                 | Alain Oreille        | Renault 5 GT Turbo                                |
| 1989                                 | Alain Oreille        | Renault 5 GT Turbo                                |
| 1988                                 | Pascal Gaban         | Mazda 323 4WD                                     |
| 1987                                 | Alex Fiorio          | Lancia Delta HF Integrale                         |